# Pierwsza liga III: Powrót do źródeł
Pierwsza liga III: Powrót do źródeł (ang. Major League: Back to the Minors) – amerykańska komedia z 1998 roku w reżyserii Johna Warrena. Wyprodukowany przez Warner Bros.
Kontynuacja obu filmów Pierwsza liga (1989) oraz Pierwsza liga II (1994).

## Opis fabuły
Bejsbolista Gus Cantrell nie zrobił wymarzonej kariery. Obejmuje stanowisko trenera lokalnej drużyny bejsbolowej, o której nikt dotąd nie słyszał. Wkrótce rozpoczyna ćwiczenia z dziewięcioma nieudacznikami. Pod jego kierunkiem zespół zaczyna odnosić pierwsze sukcesy.

## Obsada
- Scott Bakula jako Gus Cantrell
- Corbin Bernsen jako Roger Dorn
- Dennis Haysbert jako Pedro Cerrano
- Takaaki Ishibashi jako Taka Tanaka
- Jensen Daggett jako Maggie Reynolds
- Eric Bruskotter jako Rube Baker
- Walton Goggins jako Billy "Downtown" Anderson
- Ted McGinley jako Leonard Huff
- Kenny Johnson jako Lance Pere
- Judson Mills jako Hog Ellis
- Lobo Sebastian jako Carlos Liston
- Thom Barry jako Frank "Pops" Morgan
- Peter Mackenzie jako Carlton "Doc" Windgate
- Tim DiFilippo jako Juan Lopez #1
- Tom DiFilippo jako Juan Lopez #2